# Eco.mont
eco.mont（eco.mont – Journal on Protected Mountain Areas Research and Management）是一份有关山地保護區的科学期刊，由2009年起开始发行。目前的期刊主編为Axel Borsdorf和Günter Köck。2021年，eco.mont的影響因子為 0.889。